# Наумов, Владимир Александрович
Влади́мир Алекса́ндрович Нау́мов (род. 19 июля 1962, Пермь) — советский и российский геолог, доктор геолого-минералогических наук, профессор кафедры поисков и разведки полезных ископаемых Пермского университета (c 2011 года), директор Естественнонаучного института ПГНИУ (2007—2021), один из ведущих специалистов Пермского края в области геологии твёрдых полезных ископаемых, золотоносных россыпей и техногенных месторождений. Один из открывателей нового минерала — исовита (кубический карбид хрома).

## Биография
Окончил среднюю школу № 134 и геологический факультет Пермского университета.
В Пермском университете работает с 1984 года: стажёр-исследователь, младший научный сотрудник, аспирант, с 1989 года по совместительству — старший преподаватель, доцент, с 2011 года — профессор кафедры поисков и разведки полезных ископаемых.
В Естественнонаучном институте ПГУ с 1988 года: научный сотрудник, старший, ведущий научный сотрудник. В 2002 году организовал и заведовал научно-исследовательской лабораторией Геологии осадочных и техногенных месторождений (ГОТМ).
В 2006 году был назначен заведующим научно-исследовательским отделом геологии ЕНИ ПГУ. В состав отдела вошли научно-исследовательские лаборатории геологического профиля: лаборатория ГОТМ, Минералого-петрографических исследований, Геологических методов прогноза и лаборатории Геоэкологии. С 2007 по 2020 год — директор ЕНИ Пермского университета.
Доцент по специальности «Геология, поиски и разведки твердых полезных ископаемых» (2008). В 2011 году защитил докторскую диссертацию «Минерагения, техногенез и перспективы комплексного освоения золотоносного аллювия».
В 2015 году был одним из претендентов на должность ректора ПГНИУ.
Супруга — геолог О. Б. Наумова (род. 1962).

## Научные интересы
Область научных интересов В. А. Наумова — минерагения природных россыпных и рудных объектов с благороднометалльной минерализации в пределах платформенных и орогенных областей, закономерности формирования (техногенез), преобразования (техногеогенез), управления составом (технорудогенез) техногенно-минеральных образований и благородных металлов.
В. А. Наумов — один из ведущих специалистов Пермского края в области геологии твердых полезных ископаемых, золотоносных россыпей и техногенных месторождений. Руководил десятками полевых экспедиций по геологическому изучению аллювия и терригенных толщ во многих районах нашей страны и за рубежом. С коллегами из ИГЕМ РАН открыл новый минерал — исовит (кубический карбид хрома).
В 2006–2008 годах от российской стороны руководил международным проектом с Геологической службой территории Юкон (Канада) по геологии, поискам и обоснованию перспектив освоения россыпного золота из природных и техногенных объектов Клондайка.
В.А. Наумов принимал участие в работе Международных геологических конгрессов (Китай, Бразилия, Норвегия), VI–VII съездах геологов России. Организатор ряда совещаний, в том числе по геологии Коми-Пермяцкого АО (Кудымкар, 2003 г.), XIII Международного Совещания по геологии россыпей и кор выветривания (Пермь, 2005). В 2010 г. лауреат (совместно с Б. М. Осовецким и О. Б. Наумовой) гранта ГП «ЗУМК» (сертификат III степени) за проведение исследований и предложения по извлечению золота (на примере золоторудных объектов России и Узбекистана).
Научный руководитель проектов по ФЦП Министерства природных ресурсов РФ (2004–2007 и 2012–2014 гг.); Министерства науки и образования РФ (2013 г.); Пермской целевой программы (2005 г.).
Проходил стажировки в таких вузах как: университет Рейдинга (Великобритания); институт геологии и минералогии СО РАН (Новосибирск); национальный институт геофизики и вулканологии Палермо (Италия).

## Членство в учёных советах, научных и общественных организациях
- Эксперт в области экологии по Пермскому краю; эксперт российской «Национальной ассоциации экспертов недропользования» (АООН «НАЭН»).
- Один из организаторов (2010 г.), член экспертного и наблюдательного советов Технологической платформы «Твердые полезные ископаемые».
- Член редколлегии журналов «Геологический журнал» (Екатеринбург), «Экология и промышленная безопасность» (Пермь), «Рудник будущего» (Пермь). Руководитель грантов РФФИ (2007–2009, 2010–2012, 2013–2016) по проблемам формирования аллювия и мелких ценных минералов, техногенеза золота, по проведению XIII (2005, г. Пермь) и XV (2015, г. Пермь) Международных совещаний по геологии россыпей и месторождений кор выветривания.
- Член диссертационного совета Пермского государственного университета.
- Член ученого совета Пермского государственного национального исследовательского университета.
- Председатель ученого совета ЕНИ ПГНИУ. В 2015 г. участвовал в выборах в качестве кандидата на должность ректора ПГНИУ.

## Научные работы
Опубликовано в открытой печати 296 научных работы. Автор и соавтор девяти монографий (в том числе автор нескольких статей в двух коллективных монографиях), более двух десятков научно-технических отчетов по заказам Министерства природных ресурсов РФ, Министерства образования и науки РФ, Пермского края, научных и производственных организаций в России и за рубежом.

### Монографии
- Наумова О. Б., Наумов В. А. Руководство по определению валового петрографического и минералогического состава и комплексной оценке золотоносности аллювия //Перм. ун-т. Пермь,1986. Деп. в ВИНИТИ 8.05.86 N4441-В-86. 100 с.
- Наумов В. А., Илалтдинов И. Я., Осовецкий Б. М., Макеев А. Б., Голдырев В. В. Золото Верхнекамской впадины. Кудымкар-Пермь, 2003. 188 с.
- Лунёв Б. С., Наумова О. Б., Наумов В. А. Атлас форм рельефа. Природные и техногенные формы. Пермь, 2003. Том 4. 272 с.
- Наумов В. А., Силаев В. И., Чайковский И. И., Мальцева М. В., Хазов А. Ф., Филиппов В. Н. Золотоносная россыпь на реке Большой Шалдинке на Среднем Урале. Пермь, 2005. 92 с.
- Наумов В. А. Минерагения и перспективы комплексного освоения золотоносного аллювия Урала и Приуралья. Монография / В. А. Наумов; Пермский гос. нац. исслед. ун-т, Естественнонаучный ин-т Пермского гос. нац. исслед. ун-та. Пермь, 2011. 162 c.
- Наумова О. Б., Лунёв Б. С., Наумов В. А. Атлас форм рельефа. Геоморфология. Природные и техногенные формы. Пермь, 2013. Том 5. 416 с.
- Копылов И. С., Наумов В. А., Наумова О. Б., Харитонов Т. В. Золото-алмазная колыбель России. Монография. Пермь, 2015. 131 с.

### Коллективные монографии, статьи
- Минерально-сырьевые ресурсы Пермского края: Энциклопедия (гл. ред. А. И. Кудряшов). Пермь, «Книжная площадь», 2006. 464 с.
- Наумов В. А., Осовецкий Б. М. Золото. С. 181−186.
- Шилов А. В., Кудряшов А. И., Наумов В. А. История освоения недр. С. 266−274.
- Наумов В. А., Баталин Б. С., Кудряшов А. И., Сметанников А. Ф. Техногенные месторождения. С. 258−263.
- Наумов В. А., Кудряшов А. И. Ресурсы стекольного сырья. С. 219−221.
- Геологические памятники Пермского края : Энциклопедия / под общ. редакцией И. И. Чайковского. — Пермь : Книжная площадь, 2009. — 616 с. — 3000 экз. — ISBN 978-5-88187-364-6.
- Наумов В. А., Чайковский И. И. Минералогические памятники. Веслянское проявление. С. 335−337.
- Наумов В. А. Горно-геологические памятники. Золотой промысел. С. 523−526.

### Научное редактирование сборников и материалов конференций
- Материалы Первой межведомственной региональной научно-производственной конференции: Геологическое строение и полезные ископаемые КПАО // Под ред. В. А. Наумова, В. В. Гоннова, Б. М. Осовецкого. Коми-Пермяцкое книжное издательство, г. Кудымкар, 2003. 158 с.
- Синтез знаний в естественных науках. Рудник будущего: проекты, технологии, оборудование // Материалы Международной научной конференции: М-во образования и науки Российской Федерации; [редкол.: В. А. Наумов (отв. ред.) и др.]. Пермь, 2011. Т. 1 - 289 с. Т.2 – 320 с.
- Россыпи и месторождения кор выветривания: изучение, освоение, экология: материалы XV Междунар. совещания по геологии россыпей и месторождений кор выветривания // Ред. Н. П. Лаверов, О. Б. Наумова, В. А. Наумов, Б. М. Осовецкий,  Б. С. Лунёв / Перм. гос. нац. исслед. ун-т. Пермь, 2015. 270 с: ил.

## Награды и звания
- Лауреат премии Пермского университета за лучшую научную работу (1984, 1989, 2011).
- Почётные грамоты Министерства образования и науки РФ (2010).
- Почётные грамоты Министерства природных ресурсов Пермского края (2012)
- Нагрудный знак «Горняцкая слава 3 степени».
- Золотой знак отличия ЕНИ ПГНИУ.
- Отличительный знак Уральской геофизической школы им. П. К. Соболевского.
- Благодарственное письмо председателя Законодательного Собрания Пермского края к 100 летию ПГНИУ (2014).
- Почетное звание «Почетный работник науки и высоких технологий Российской Федерации» (2021).

1. ↑  16 июня состоится встреча кандидатов на должность ректора ПГНИУ с коллективом университета Архивная копия от 22 декабря 2015 на Wayback Machine // ПГНИУ. 09.06.2015.
2. ↑  Наумова Оксана Борисовна. Дата обращения: 20 декабря 2016. Архивировано 26 ноября 2015 года.